# Glenea silhetana
Glenea silhetana là một loài bọ cánh cứng trong họ Cerambycidae.